# Oskol (sông)
Oskil (tiếng Ukraina: Оскiл) hoặc Oskol (tiếng Nga: Оскол) là sông chảy tại Nga và Ukraina. Sông khởi nguồn ở khoảng giữa hai thành phố Kursk và Voronezh, chảy về phía nam rồi đổ vào sông Seversky Donets, sông này lại chảy vào sông Don. Sông Oskil dài 472 kilômét (293 mi), có diện tích lưu vực là 14.800 kilômét vuông (5.700 dặm vuông Anh).
Nguồn của sông nằm tại vùng cao Trung Nga, chảy qua hai tỉnh Kursk và Belgorod của Nga, sau đó chảy qua phần phía đông của tỉnh Kharkiv của Ukraina. Một hồ nhân tạo gọi là hồ chứa nước Oskil (Оскільське водосховище) được tạo ra vào năm 1958 nhằm giúp kiểm soát lũ lụt và phát điện.
Một số thị trấn nằm ven sông Oskil: Stary Oskol, Novy Oskol và Valuyki thuộc Nga, và Kupiansk, Kupiansk-Vuzlovyi, Kivsharivka, Borova và Dvorichna thuộc Ukraina.
Ngày 31 tháng 3 năm 2022, trong khi xâm chiếm Ukraina, quân Nga phá đập của hồ chứa Oskil. Đến tháng 9 năm 2022, nhằm chống lại cuộc phản công của Ukraina tại Kharkiv, quân Nga dùng sông Oskil như một hàng rào phòng thủ.